# Henryk Stawryłło
Henryk Stawryłło (ur. 1 października 1925 w Kurklach, zm. 6 czerwca 1993 w Piszu) – polski prawnik związany z Litwą.

## Życiorys
Uczęszczał do polskojęzycznego Gimnazjum w Wiłkomierzu. Był członkiem Związku Harcerstwa Polskiego na Litwie. Angażował się w konspirację Armii Krajowej, w podokręgu Litwa Kowieńska. Będąc w ostatniej klasie liceum litewskiego w Oniksztach odmówił wcielenia do wojska litewskiego generała Plechaviciusa, za co był napiętnowany. Skazano go na karę śmierci, której ostatecznie nie wykonano.
W lipcu 1944 uczestniczył w akcji Ostra Brama. Powrócił do Onikszt, gdzie zdał maturę. Następnie rozpoczął studia prawnicze w Wilnie. W 1947 budował organizację „Centrum Dyspozycyjne”, pomagające oficerom AK. Został zdradzony i aresztowany w 1948 przez NKWD. 8 lat spędził w radzieckich łagrach na Syberii i w Kazachstanie.
W 1956 po zwolnieniu z łagrów wyjechał do Polski. Ukończył prawo na Uniwersytecie Warszawskim. Następnie pracował w prokuraturze powiatowej w Piszu. Od 1969 w Prokuraturze Generalnej w Warszawie. W 1987 przeszedł na emeryturę. W 1990 w Charkowie i Miednoje brał udział w ekshumacjach i badaniach na cmentarzach polskich oficerów na Wschodzie. W 1992 został konsulem RP w Wilnie.